# Beznák Aladár
Beznák Aladár, teljes nevén: Beznák Aladár Béla Kálmán (Szatmárnémeti, 1901. augusztus 31. – Montréal, 1959. július 17.) magyar orvos, fiziológus, egyetemi tanár, a Magyar Tudományos Akadémia rendes tagja. 1948 után nyugat-európai, majd kanadai emigrációban élt. Fő kutatási területe a táplálkozás-élettan, valamint az anyagcserezavarok kórélettani háttere volt.

## Életútja
Szülei Beznák Aladár és Toperczer Ilona. A debreceni Tisza István Tudományegyetemen szerezte meg orvosi oklevelét 1925-ben. 1925–1926-ban a Rockefeller Alapítvány ösztöndíjával a későbbi Nobel-díjas Frederick Gowland Hopkins cambridge-i biokémiai intézetében, majd 1926–1927-ben Londonban, Charles Robert Harington kemopatológiai és Ernest Starling fiziológiai tudományos műhelyeiben képezte tovább magát. 1927-ben kinevezték a debreceni egyetem élettani intézetébe tanársegédnek, ahol Verzár Frigyes irányítása mellett végezte az oktató- és kutatómunkát. 1932-ben az élettan magántanárává habilitált az egyetemen. Időközben 1929 és 1931, majd 1933 és 1934 között belföldi kutatási ösztöndíjas volt. 1935-ben ismét Londonban járt állami ösztöndíjas tanulmányúton.
Hazatérését követően, 1935-ben a budapesti Pázmány Péter Tudományegyetem orvostudományi karára nevezték ki az élettan nyilvános rendkívüli egyetemi tanárává, egyúttal az egyetemi élettani intézet igazgatójává. Farkas Géza halála után, 1937-től 1946-ig nyilvános rendes egyetemi tanári címmel irányította a tanszéken és az intézetben folyó munkát. 1945–1946-ban az orvostudományi kar dékáni feladatait látta el. 1946-ban elkerült a fővárosból, s a tihanyi Magyar Biológiai Kutatóintézet igazgatója volt 1948-ig.
1948-ban családjával együtt külföldre távozott. Előbb Stockholmban, majd Londonban éltek, végül 1954-ben Kanadában telepedtek le. 1954-től haláláig az Ottawai Egyetem élettani tanszékének és intézetének vezetője volt.
Felesége Hortobágyi Margit (1914–1999), az emigrációban használt nevén Margaret Beznak, szintén fiziológus, egyik legközelebbi munkatársa volt, 1936. június 16-án Budapesten kötöttek házasságot. Férje halála után ő vette át az ottawai élettani tanszék irányítását egészen 1979-es nyugdíjazásáig, azt követően professor emeritusi címmel segítette az egyetemi kutatómunkát.

## Munkássága
Fő kutatási területe a táplálkozás-élettan volt, jelentős eredményeket ért el az anyagcsere fiziológiai hátterének feltérképezésében. Pályája elején a mellékpajzsmirigy élettani funkcióira, a gyomor mozgásának mechanizmusára, az epetermelődés és a kalciumfelszívódás közötti összefüggésekre vonatkozó kutatásai jártak jelentős eredményekkel. Behatóan tanulmányozta az aminosavak, hormonok és vitaminok szerepét a táplálkozás élettani folyamataiban és a szervezet energiaforgalmában, s vizsgálta ezek izomélettani vonatkozásait is (pl. az izomrostokban lévő guanidinszármazékok mennyisége és az izomműködés összefüggései). Eredményeiből kiindulva kísérletet tett az anyagcserezavarok kialakulásában szerepet játszó patológiai tényezők feltárására, ennek eredményeként mutatta ki a mellékpajzsmirigy működése és a vérszérum foszfor-, illetve kalciumtartalma közötti kapcsolatot. Magyarországon ő végezte az első kísérleteket az anyagcsere-folyamatok és a szimpatikus idegrendszer közötti összefüggések megértésére, és e téren is több felismerés fűződik a nevéhez (pl. a mellékvesében és a májban lévő aszkorbinsav mennyiségének hatása az emberi idegrendszer szabályozásmechanizmusára). Feleségével, Hortobágyi Margittal kiterjedt vizsgálatokat végzett a mellékvese élettani funkcióinak és fiziopatológiájának, továbbá a szív alkalmazkodóképességének feltérképezésére. Az 1940-es évektől – ugyancsak feleségével és Hajdu Istvánnal együttműködésben – a különféle élelmiszer-alapanyagok (állati és növényi zsírok, repceolaj, kukoricakenyér stb.) tápértékének számítási módszerével foglalkozott.

### Társasági tagságai és elismerései
1945-ben a Magyar Tudományos Akadémia levelező, 1946-ban rendes tagjává választották, egyúttal 1946 és 1949 között az Akadémia igazgatóságának is tagja volt (1948-as emigrációját követően csak névleg). Az MTA 1949. évi átszervezésekor időközbeni külföldre távozása miatt kizárták a tudóstestület tagjainak sorából, és rendes tagságát csak posztumusz, 1989-ben állították helyre. 1937-től 1941-ig alelnöke, majd 1941-től 1946-ig elnöke volt a Királyi Magyar Természettudományi Társulat élet- és kórtani szakosztályának.

### Főbb művei
- Élettani gyakorlatok. Budapest: Egyetemi ny. 1936.
- Orvosi élettan I–II. Budapest: Magyar Orvosi Könyvkiadó Társulat. 1938–1941.
- A vitaminok és az idegrendszer. Budapest: Bethlen ny. 1940.
- A táplálkozásélettan újabb eredményeinek várható hatása a nemzetgazdaságra. Budapest: Athenaeum. 1942.
- Az edzés élettana. Budapest: Athenaeum. 1942.
- A study of the mechanical response of striated frog’s muscle in relation to the theory of impulse transmission by acetylcholine.  Archiva Biologica Hungarica,   (1948)   280–326. o. (Gáspár-Rády Zsuzsannával)

## Emlékezete
A budapesti Semmelweis Egyetem életműve előtti tisztelgésül 2000-ben megalapította a Beznák Aladár-emlékérmet, amelyet az élettan területén kiemelkedő teljesítményt nyújtó hallgatók számára ítélnek oda.